# Katherine MacGregor
Pour l’article homonyme, voir MacGregor.
Katherine MacGregor, dite Scottie MacGregor, est une actrice américaine née le 12 janvier 1925 à Glendale (Californie) et morte le 13 novembre 2018 à Woodland Hills en Californie.
Elle est surtout connue mondialement pour son rôle de Harriet Oleson, dans La Petite Maison dans la prairie. Également comédienne de théâtre, elle a joué à Broadway et dans des théâtres de New York et de sa région.
D’abord catholique, elle s'est ensuite tournée vers l'hindouisme.

## Biographie

### Carrière
Le plus grand succès de Katherine MacGregor au théâtre est dans la pièce Qui a peur de Virginia Woolf ?, en 1966.
En 1970, elle s'installe à Los Angeles. En Californie, elle joue quelques petits rôles dans des séries télévisées telles que Mannix et l'Homme de fer.
Ce n'est qu'à partir de 1974 qu'elle est vraiment connue du grand public en intégrant la distribution de La Petite Maison dans la prairie. Elle y interprète Harriet Oleson, une femme méchante, avide, bavarde et arrogante. Son personnage apporte une touche comique à la série et devient récurrent.
Bien qu’elle fasse partie de la distribution permanente, elle n'est pas en mesure d’apparaître dans l'épisode final de la série Le dernier adieu (The Last Farewell (en)), pour cause de pèlerinage en Inde. Le scénario prétexte que son personnage est hospitalisé en ville pour justifier cette absence.
Après la série, Katherine MacGregor se retire des écrans. Lors d'un entretien, elle confie qu'elle s'est sentie si épuisée après ces neuf années de travail qu'elle n'a plus vraiment voulu retravailler pour la télévision. Elle est retournée à ses racines, le théâtre local.
Elle réside alors sur les collines d'Hollywood où il lui arrive de mettre en scène et de produire des pièces pour The Wee Hollywood Vedanta Players, un groupe de théâtre pour enfants. Devenue adepte du Védanta, elle se retire de la vie publique, et se consacre aux animaux, à la nature et à sa religion.

### Mort
Katherine MacGregor meurt le 13 novembre 2018 chez elle. La nouvelle est annoncée publiquement le lendemain par Melissa Gilbert sur son compte Instagram.

### Vie privée
Katherine MacGregor a été brièvement mariée à Bert Remsen, un autre acteur, en 1949. Ils n'ont jamais eu d'enfants ensemble.

## Hommage
Un ouvrage est publié en son hommage, Katherine MacGregor Forever, écrit par son ami Patrick Loubatière, auteur, metteur en scène et co-interprète des spectacles français d'Alison Arngrim, sa fille dans La Petite Maison dans la prairie. Elle y répond notamment à une interview d'une vingtaine de pages.

## Filmographie

### Films
- 1954 : Sur les quais (On the Waterfront), d'Elia Kazan : la mère d'un débardeur
- 1970 : The Student Nurses de Stephanie Rothman : Miss Boswell
- 1970 : La Balade du bourreau (The Traveling Executioner) de Jack Smight : Alice Thorn

### Court métrage
- 2014 : The Lottery d’Austin Kalish

### Téléfilms
- 1971 : The Death of Me Yet de John Llewellyn Moxey : Nora Queen
- 1973 : The Girls of Huntington House d’Alf Kjellin : Rose Beckwith
- 1974 : Tell Me Where It Hurts de Paul Bogart : Marge

### Séries télévisées
- 1951 : Love of Life : Tammy Forrest
- 1959 : Play of the Week : Maria (saison 1, épisode 2 : The Power and the Glory)
- 1963 : East Side/West Side : Grace Morrison (saison 1, épisode 8 : Go Fight City Hall)
- 1970-1971 : Mannix : l’infirmière (deux épisodes)
- 1971 : The Young Lawyers : Mrs. Brady (saison 1, épisode 19 : The Bradbury War)
- 1972 : Emergency! : Myrna Scudder (saison 2, épisode 11 : Musical Mania)
- 1972-1974 : L'Homme de fer (Ironside) : Irma / Mrs. Pyle (trois épisodes)
- 1973 : All in the Family : l’infirmière (saison 4, épisode 15 : Edith's Christmas Story)
- 1974-1983 : La Petite Maison dans la prairie (Little House on the Prairie) : Harriet Oleson (153 épisodes)